# Championnat du Togo de football 2016-2017
Navigation
Saison 2014 Saison suivante
Le championnat du Togo de football 2016-2017 est la cinquante-deuxième édition de la première division togolaise. Elle oppose les quatorze meilleurs clubs du Togo en une série de vingt-six journées où chaque formation affronte deux fois toutes les autres équipes. À l’issue de la saison, pour permettre l'extension du championnat à seize clubs, il n'y a aucun club relégué et les deux meilleurs clubs de deuxième division sont promus.
C’est le club de l’AS Togo-Port qui est sacré cette saison après avoir terminé en tête du classement avec deux points d'avance sur le tenant du titre, l'AC Semassi et huit sur le Maranatha FC. C'est le tout premier titre de champion du Togo de l'histoire du club qui réalise le doublé en s'imposant face à Maranatha FC en finale de la Coupe du Togo.
Le champion du Togo se qualifie pour la compétition continentale qu'est la Ligue des champions de la CAF. Son dauphin participe lui à la Coupe de la confédération.

## Les clubs participants
- Maranatha FC
- Unisport de Sokodé
- ASKO Kara
- OC Agaza
- AS Togo-Port
- Gomido Kpalimé
- AC Semassi
- Dynamic Togolais
- Foadan FC
- AS OTR Lomé[1]
- Gbikinti FC
- Anges FC de Notsé
- US Koroki - Promu de D2
- Kotoki de Laviè - Promu de D2

## Compétition

### Classement
Le barème utilisé pour établir le classement est le suivant :
- Victoire : 3 points
- Match nul : 1 point
- Défaite, forfait ou abandon : 0 point

| Rang | Équipe             | Pts | J  | G  | N  | P  | Bp | Bc | Diff |
| ---- | ------------------ | --- | -- | -- | -- | -- | -- | -- | ---- |
| 1    | AS Togo-Port C     | 48  | 26 | 14 | 6  | 6  | 37 | 17 | +20  |
| 2    | AC Semassi T       | 46  | 26 | 12 | 10 | 4  | 29 | 19 | +10  |
| 3    | Maranatha FC       | 40  | 26 | 11 | 7  | 8  | 25 | 30 | -5   |
| 4    | US Koroki P        | 39  | 26 | 10 | 9  | 7  | 22 | 21 | +1   |
| 5    | Dynamic Togolais   | 37  | 26 | 9  | 10 | 7  | 27 | 22 | +5   |
| 6    | Unisport de Sokodé | 37  | 26 | 10 | 7  | 9  | 25 | 23 | +2   |
| 7    | Foadan FC          | 36  | 26 | 9  | 9  | 8  | 24 | 20 | +4   |
| 8    | AS OTR Lomé        | 36  | 26 | 9  | 9  | 8  | 24 | 21 | +3   |
| 9    | ASKO Kara          | 35  | 26 | 9  | 8  | 9  | 28 | 29 | -1   |
| 10   | Gbikinti FC        | 34  | 26 | 7  | 13 | 6  | 31 | 21 | +10  |
| 11   | Gomido Kpalimé     | 34  | 26 | 8  | 10 | 8  | 25 | 17 | +8   |
| 12   | OC Agaza           | 33  | 26 | 9  | 6  | 11 | 23 | 30 | -7   |
| 13   | Anges FC de Notsé  | 31  | 26 | 9  | 4  | 13 | 23 | 35 | -12  |
| 14   | Kotoki de Laviè P  | 4   | 26 | 0  | 4  | 22 | 8  | 48 | -40  |

|  | Qualifié pour la Ligue des champions de la CAF 2018                                  |
|  | T : Tenant du titre C : Vainqueur de la Coupe du Togo P : Promu de deuxième division |

## Bilan de la saison
| Championnat du Togo de football 2016-2017 |                          |
| Champion                                  | AS Togo-Port (1er titre) |
| Coupes et trophées                        |                          |
| Vainqueur de la Coupe du Togo 2016-2017   | AS Togo-Port             |
| Qualifications continentales              |                          |
| Ligue des champions de la CAF 2018        | AS Togo-Port             |
| Coupe de la confédération 2018            | Aucun                    |
| Promotions et relégations                 |                          |
| Promus en Championnat National            | ASC Kara                 |
| Promus en Championnat National            | Espoir FC de Tsévié      |
| Relégués en Deuxième division             | Aucun                    |